# Inferno (album de Motörhead)
Pour les articles homonymes, voir Inferno.
Albums de Motörhead
Hammered
(2002) Kiss of Death
(2006)
Singles
1. Whorehouse Blues
Sortie : 2004

Inferno est le dix-septième album studio du groupe de heavy metal britannique Motörhead. Il est sorti le 22 juin 2004 sur le label SPV GmbH Steamhammer et est le premier album du groupe produit par Cameron Webb.

## Historique
En 2004, comme d'habitude, rien n'est prêt pour enregistrer un nouvel album, ni musiques ni paroles. Le groupe loue une grande salle de répétition à Los Angeles et travaille pendant six semaines sur les nouveaux titres, prend une semaine de repos et entre directement en studio pour l'enregistrement. Celui-ci aura lieu dans les studios NRG Studios de North Hollywood, Paramount Recording Studios de Hollywood et dans le studio de Cameron Webb, le Maple Studio de Santa Ana en Californie.
Le guitariste Steve Vai joue les solos de guitare sur les titres Terminal Show et Down on Me. Vai avait rencontré Lemmy au Rainbow Bar and Grill et lui demande : « Quand vas-tu me demander de jouer un solo de guitare sur un album de Motörhead ? », Lemmy lui répond : « Je serai chez toi mercredi à midi » et en quelques heures il enregistre les solos.
Cet album et réédité en 2005 pour le trentième anniversaire du groupe sous forme de digipack avec un DVD bonus de 2 heures environ. Ce serait Mikkey Dee qui aurait eu l'idée du titre de l'album contre l'avis de Lemmy.
Il a la particularité de contenir la seule chanson entièrement acoustique du groupe, Whorehouse Blues. Elle est aussi le seul single issu de l'album et un clip est tourné à l'occasion.
Cet album se classe à la 95e place dans les charts britanniques et atteint la 10e place en Allemagne et la 58e en France.

## Liste des titres

### CD
Tous les titres ont été composés par Lemmy, Phil Campbell et Mikkey Dee.
1. Terminal Show - 3:45
2. Killers - 4:14
3. In the Name of Tragedy - 3:03
4. Suicide - 5:07
5. Life's a Bitch - 4:13
6. Down on Me - 4:12
7. In the Black - 4:31
8. Fight - 3:42
9. In the Year of the Wolf - 4:17
10. Keys to the Kingdom - 4:46
11. Smiling Like a Killer - 2:44
12. Whorehouse Blues - 3:52

### Menu DVD (Réédition 2005)
1. Motörhead 30th anniversary show, Hammersmith Apollo, le 16 juin 2005 - 30:00
2. The Guts and the Glory, the Motörhead Story - 1:04:00
3. Whorehouse Blues, clip - 4:30
4. Making of Worehouse Blues - 17 :05
5. About Joe Petagno - 20:20

## Composition du groupe
- Lemmy Kilmister : basse, chant, harmonica et guitare acoustique sur Whorehouse Blues
- Phil Campbell : guitare, guitare acoustique sur Whorehouse Blues
- Mikkey Dee : batterie, percussions, guitare acoustique sur Whorehouse Blues

Musiciens additionnels
- Steve Vai : guitare solo sur Terminal Show et Down On Me
- Curtis Mathewson : cordes sur Keys to the Kingdom

## Charts
| Pays         | Durée du classement | Meilleur classement | Date            |
| ------------ | ------------------- | ------------------- | --------------- |
| Allemagne    | 9 semaines          | 10e                 | 5 juillet 2004  |
| Autriche     | 4 semaines          | 44e                 | 4 juillet 2004  |
| Belgique (V) | 3 semaines          | 74e                 | 10 juillet 2004 |
| Finlande     | 4 semaines          | 17e                 | 21 juin 2004    |
| France       | 8 semaines          | 58e                 | 20 juin 2004    |
| Royaume-Uni  | 1 semaines          | 95e                 | 3 juillet 2004  |
| Suède        | 3 semaines          | 34e                 | 2 juillet 2004  |
| Suisse       | 5 semaines          | 36e                 | 11 juillet 2004 |